# سیارک ۴۶۷۵
سیارک ۴۶۷۵ (به انگلیسی: 4675 Ohboke، نامگذاری:1990SD) چهار هزار و ششصد و هفتاد و پنجمین سیارک کشف شده‌است که در ۱۹ سپتامبر ۱۹۹۰ کشف شد.
قدر مطلق سیارک برابر ۱۲٫۸۰ است.